# Cas Banca Catalana
El Cas Banca Catalana fou un cas de presumptes irregularitats en la gestió de l'empresa Banca Catalana a principis dels anys 80. Ocorregut en el marc d'una crisi bancària que va afectar diverses institucions financeres de l'estat espanyol, el cas va assolir connotacions polítiques arran la querella dels fiscals José María Mena i Jiménez Villarejo contra Jordi Pujol i Soley, llavors president de la Generalitat de Catalunya, acusant-lo d'apropiació indeguda, falsedat en document públic i mercantil i maquinació per alterar el preu de les coses. Fins a 25 alts càrrecs de la institució serien investigats per aquests fets.
El presumpte desfalc en prejudici dels accionistes hauria ascendit a uns 20.000 milions de pessetes.
En 1986 l'Audiència de Barcelona va desestimar la querella contra Pujol amb 8 vots a favor i 33 en contra. Finalment el 1990 el jutge va declarar el "sobreseiment" del cas.

## Història

### 1982: Crisi financera
El 1982 bona part del sector bancari espanyol entrà en crisi quan un fals anunci de suspensió de pagaments provocà una sortida del 38% dels dipòsits de la major part d'entitats financeres catalanes.
Banca Catalana fou una de les institucions afectades, i va haver de demanar ajuda al Banc d'Espanya i al Fons de Garantia de Dipòsits.
Per intentar salvar l'entitat, es va nomenar un nou equip directiu, liderat per Eusebio Díaz Morera, però la seva estratègia no va funcionar.
El novembre de 1982 el Banc d'Espanya va nomenar tres administradors, liderats per Juan Antonio Ruiz de Alda. Aquests nous gestors van denunciar un fort desequilibri patrimonial, promovent una reducció de capital i posteriorment una forta ampliació del mareix, per intentar revitalitzar l'entitat, que finalment seria coberta pel Fons de Garantia de Dipòsits.
El 1983 el grup fou traspassat a un consorci format per tota la gran banca espanyola, de manera que el 1984 el Banco de Vizcaya aconseguí el 89% de les accions de Banca Catalana i del control del Banc Industrial del Mediterrani, Banc de Barcelona i Banc Industrial de Catalunya.

### 1984: Querella contra Jordi Pujol
El maig de 1984 Jordi Pujol va ser inclòs en la querella presentada per la Fiscalia General de l'Estat dirigida per Carlos Jiménez Villarejo contra els exdirectius de l'entitat, i va ser objecte també de durs atacs a premsa, com els articles d'Alfons Quintà al diari El País.
Aquesta polèmica va fer que les eleccions al Parlament de Catalunya de 1984 esdevinguessin una mena de referèndum popular. El dia 30 de maig de 1984, coincidint amb la sessió d'investidura, es convocà una manifestació de suport a Jordi Pujol des del Parlament de Catalunya fins a la plaça de Sant Jaume, que fou seguida per 300.000 persones segons els convocants (75.000 segons la guàrdia urbana). A la sortida del Parlament, alguns diputats socialistes (Raimon Obiols, Pasqual Maragall i Anna Balletbò i Puig) foren increpats, insultats i fins i tot amenaçats de mort pels manifestants.
El 9 de juliol de 1984 Ignacio de Lecea y Ledesma, magistrat de la Secció Segona del Civil, va rebre l'encàrrec d'instruir el sumari del cas Banca Catalana. Al llarg de nou mesos, el jutge va prendre unes 150 declaracions entre querellats, testimonis i presumptes perjudicats. El sumari té 1.500 folis, i en els seus annexos s'amunteguen altres 6.000 de documentació.
L'octubre del mateix any Ignacio de Lecea va prendre declaració a Pujol durant dues hores i mitja a la seva residència oficial de la Casa dels Canonges, tràmit en el qual també van estar presents els fiscals Carlos Jiménez Villarejo i José María de Mena Álvarez, i els advocats defensors Joan Piqué Vidal i Juan Córdoba Roda.
De Lecea va comptar al principi amb el suport de l'assemblea de magistrats i, amb el suport del president de l'Audiència Territorial. Les diferències amb els dos fiscals que van presentar la querella van començar quan s'havia de prendre declaració a Jordi Pujol, no van arribar a un acord de si la vista havia de ser oral o escrita. Els dos fiscals van presentar diversos recursos plantejats contra les decisions del jutge De Lecea per la negativa a que es deixés fotocopiar determinada documentació sumarial, a accedir a proves documentals de la doble comptabilitat, al fet que s'investigués la destinació donada als crèdits atorgats a Jaume Carner Suñol o petició perquè s'aclarís el caràcter processal d'unes proves pericials suggerides per la defensa dels querellats, van anar augmentant les crítiques cap al jutge.
Quan la causa entrava a la recta final, va esclatar el conflicte i De Lecea va demanar ser rellevat, assegurant que havia "perdut la confiança" del ple que l'havia nomenat.

### 1986: Pujol exculpat
El jutge va donar per conclosa la instrucció del sumari al maig de 1986, després d'haver recopilat més de 3.000 folis en nou volums, que es complementaven amb prop de 65.000 folis de documentació. Un mes després, els fiscals Mena i Villarejo presentaven la petició de processament de 18 exconsellers del banc, entre ells Pujol, per presumptes delictes d'apropiació indeguda, falsedat de document públic i mercantil i maquinació per alterar el preu de les coses.
El novembre de 1986, reunit el ple de l'Audiència de Barcelona per decidir sobre aquesta petició, 33 magistrats van votar en contra de processar Jordi Pujol en estimar que no hi havia indicis racionals de criminalitat en la seva actuació com a vicepresident executiu de Banca Catalana, mentre que 8 jutges es van pronunciar a favor del processament.

### 1990: Sobreseiment
La instrucció del cas va seguir només per a la resta dels inculpats, però el març de 1990 l'Audiència de Barcelona va decretar el sobreseïment definitiu del sumari contra els antics consellers en no trobar indicis suficients de delicte, malgrat considerar que van poder dur a terme una gestió imprudent i fins i tot desastrosa.

## Implicats
Els implicats en la querella foren Jordi Pujol, Jaume Carner i Suñol, Raimon Carrasco i Azemar, Francesc Cabana i Vancells, Andreu Ribera i Rovira, Oleguer Soldevila i Godó, Víctor Sagi i Vallmitjana, Josep Lluís Vilaseca i Guasch, Joan Baptista Cendrós i Carbonell, Joan Martí i Mercadal, Martí Rosell Ballester, Manuel Ingla Torra, Delfí Mateu i Sayos, Francesc Constans Ros, Esteve Renom Pulit, Joan Casablancas i Bertran, Salvador Casanovas i Martí, Antoni de Moragas i Gallissà, Joan Millet i Tusell, Ramón Miquel Ballart, Lluís Montserrat Navarro, Ferran Aleu Pascual, Antoni Armengol Arnan, Pere Messeguer Miranda i Ramon Monforte i Navalón.